# Harvey (Dakota del Nord)
Harvey és una població dels Estats Units a l'estat de Dakota del Nord. Segons el cens del 2000 tenia 1.989 habitants.

## Demografia
Segons el cens del 2000, Harvey tenia 1.989 habitants, 926 habitatges, i 529 famílies. La densitat de població era de 397,9 hab./km².
Dels 926 habitatges en un 21,5% hi vivien nens de menys de 18 anys, en un 49,6% hi vivien parelles casades, en un 5,7% dones solteres, i en un 42,8% no eren unitats familiars. En el 40,7% dels habitatges hi vivien persones soles el 24,3% de les quals corresponia a persones de 65 anys o més que vivien soles. El nombre mitjà de persones vivint en cada habitatge era de 2,03 i el nombre mitjà de persones que vivien en cada família era de 2,73.
Per edats la població es repartia de la següent manera: un 19,3% tenia menys de 18 anys, un 4,9% entre 18 i 24, un 21% entre 25 i 44, un 23,1% de 45 a 60 i un 31,7% 65 anys o més.
L'edat mediana era de 49 anys. Per cada 100 dones de 18 o més anys hi havia 79 homes.
La renda mediana per habitatge era de 33.017 $ i la renda mediana per família de 45.250 $. Els homes tenien una renda mediana de 31.429 $ mentre que les dones 16.534 $. La renda per capita de la població era de 21.477 $. Entorn del 6,6% de les famílies i el 12% de la població estaven per davall del llindar de pobresa.

## Poblacions més properes
El següent diagrama mostra les poblacions més properes.